# 埃克西拉鎮區 (愛荷華州奧德班縣)
埃克西拉鎮區（英語：Exira Township）是位於美國愛荷華州奧德班縣的一個行政鎮區。

## 地方資料
根據2010年美國人口普查的數據，埃克西拉鎮區的面積為99.90平方千米，當中陸地面積為99.60平方千米，而水域面積為0.30平方千米。當地共有人口210人，而人口密度為每平方千米2.1人。